# Wiktor IV (antypapież 1138)
Wiktor IV (właśc. Gregorio z Ceccano; ur. w Ceccano, zm. po 11 kwietnia 1139) – antypapież w okresie od marca do 29 maja 1138.

## Życiorys
Gregorio pochodził z Ceccano. Osiemnastowieczny historyk Lorenzo Cardella przypisywał mu przynależność do rzymskiego rodu Conti, na co jednak nie ma żadnych dowodów. Był kapelanem lub skryptorem papieża Paschalisa II, który najpóźniej w 1102 roku mianował go kardynałem-prezbiterem SS. XII Apostoli. Był zdecydowanym zwolennikiem reformy gregoriańskiej. Na synodzie laterańskim w marcu 1112 należał do najbardziej radykalnych przeciwników, zawartego przez Paschalisa II rok wcześniej, traktatu z Ponte Mammolo, który przyznawał cesarzowi prawo do inwestytury. Na synodzie tym traktat został wprawdzie unieważniony, jednak główni krytycy papieża (w tym Gregorio) zostali wkrótce po nim usunięci z kurii i pozbawieni godności kardynalskiej. Niedługo potem Paschalis II mianował Ugone d'Alatri nowym kardynałem SS. XII Apostoli.
Na rehabilitację Gregorio musiał czekać aż do wstąpienia na tron papieski Kaliksta II (1119-1124) – podczas dni kwartalnych w marcu 1123 odzyskał tytuł kardynalski. Podpisywał bulle papieskie między 6 kwietnia 1123 a 19 kwietnia 1129. Był legatem na Monte Cassino w celu przewodniczenia kapitule generalnej po usunięciu z urzędu opata Oderisio di Sangro (1126). W trakcie podwójnej papieskiej elekcji 1130 opowiedział się po stronie antypapieża Anakleta II, który był kandydatem frakcji "gregoriańskiej". Sygnował dekret wyborczy Anakleta II z 14 lutego 1130 oraz jego bulle z 27 marca 1130 i 8 lutego 1131. W listopadzie 1137 był jednym z legatów Anakleta II, broniących legalności jego pontyfikatu wobec króla Sycylii Rogera II.
Po śmierci Anakleta II (25 stycznia 1138), za zgodą króla Rogera II, został wybrany na jego następcę w połowie marca 1138. Pod wpływem Bernarda z Clairvaux zrezygnował jednak z tytułu biskupa Rzymu i podporządkował się papieżowi Innocentemu II w dniu 29 maja 1138, po zaledwie 2 miesiącach pontyfikatu, kończąc w ten sposób w Kościele katolickim tzw. Schizmę Anakleta. Innocenty II początkowo przywrócił mu godność kardynała SS. Apostoli, jednak na Soborze Laterańskim II w kwietniu 1139 deponował go z urzędu wraz z innymi byłymi stronnikami Anakleta II. Jego dalsze losy nie są znane.